# Джон Соун

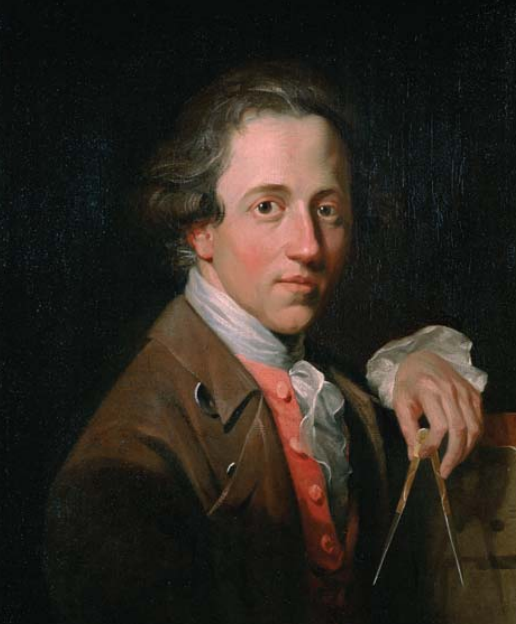
Джон Соун — англійський архітектор

Джон Соун  (італ. John Soane; 10 вересня 1753 — 20 січня 1837) — англійський архітектор — палладіанець, представник неокласицизму. Відмінними рисами його робіт є чисті лінії, прості форми, деталізація, обережні пропорції і вміле використання джерел світла. Найвідомішою роботою Соуна є будівля банку Англії в Лондоні.

## Біографія
Джон Соун народився 10 вересня 1753 р. у невеликому поселенні Горінг-на-Темзі у графстві Оксфордшір. Освіту отримав у сусідньому місті Редінг. Архітектурні знання отримав у англійських архітекторів: спочатку у Джорджа Данса молодшого, потім — у Генрі Голланда. Водночас навчався у Королівській Академії мистецтв, куди вступив у 1771 році.
Під час навчання отримав срібну медаль за роботу над профілем бенкетного будинку на Уайтхоллі, і золоту медаль за тріумфальну арку. У 1777 році отримав — стипендію на поїздку в Італію. У Римі він провів три роки, вивчаючи архітектурні пам'ятники античності та займався розробкою дизайну для громадських будівель.
У 1780 р. повернувся на батьківщину, оселився у Східній Англії. У 1784 році у одружився. У шлюбі народилося двоє синів.

## Кар'єра архітектора
У 1788 р. Соун став архітектором і землевпорядником Банку Англії. Архітектор знайшов цікаве рішення, обравши форму і пропорції колон храму Сивіли в Тіволі.
Джон Соун був відомим лондонським архітектором. У 1795 році він став асоційованим королівським академіком мистецтв, а в 1802 р. — повним королівським академіком мистецтв. У 1806 році Соун став професором архітектури у Королівській Академії мистецтв і був ним до кінця свого життя. А в 1814 р. був призначений на роботу в Столичне управління будівництвом, працюючи там до 1832 р. У 1831 році Джон Соун отримав звання лицаря.
Його захопленням було колекціонування книг, творів мистецтва. У своєму будинку Джон Соун спланував галерею з рухливими панелями, які повертаються наче великі двері шафи. Наразі в його будинку розміщений Музей сера Джона Соуна, який було відкрито для відвідування у 1837 році.

## Діяльність
Джон Соун провів реконструкцію будівлі Банку Англії. Він був став архітектором Лондона, займався прибутковою архітектурною практикою в Лондоні, і перебудовував заміські будинки для помісного дворянства. Він зруйнував і заново звів три будинки неподалік від Лінкольнс-Інн-Філдс. Роботу було розпочато в 1792 році з будинку № 12, відбудова якого завершилась в 1794 році, — ця будівля спочатку слугувала йому за житло. У 1789 р. він розробив дизайн пивоварного заводу і резиденції Вільяма Блекалла. У 1791. призначений виконавцем робіт у Сент-Джеймском палаці і Парламенті Великої Британії. У 1795 році став архітектором департаменту лісового господарства. У 1807 році був виконавцем робіт в Королівському госпіталі в Челсі. У 1813 році став керівником громади масонів.